# SC Rapid Köln
SC Rapid Köln (celým názvem: Sport-Club Rapid 1904/06 e. V. Köln) byl německý sportovní klub, který sídlil v Kolíně nad Rýnem ve spolkové zemi Severní Porýní-Vestfálsko. Založen byl v roce 1949 po fúzi klubů VfR Köln 04 rrh. a Mülheimer SV 06. Zanikl v roce 1957 po fúzi s Preußen Dellbrück do nově založené organizace SC Viktoria Köln. Klubové barvy byly červená, modrá a bílá.
Své domácí zápasy odehrával na stadionu Sportpark Höhenberg s kapacitou 6 271 diváků.

## Historické názvy
Zdroj: 
- 1949 – SC Rapid Köln (Sport-Club Rapid 1904/06 e. V. Köln)
- 1957 – fúze s Preußen Dellbrück ⇒ SC Viktoria Köln
- 1957 – zánik

## Umístění v jednotlivých sezonách
Stručný přehled
Zdroj: 
- 1949–1950: II. Division West – sk. 1
- 1950–1952: II. Division West – sk. 2
- 1952–1956: Landesliga Mittelrhein – sk. 1
- 1956–1957: Verbandsliga Mittelrhein

Jednotlivé ročníky
Zdroj: 
Legenda: Z - zápasy, V - výhry, R - remízy, P - porážky, VG - vstřelené góly, OG - obdržené góly, +/- - rozdíl skóre, B - body, zlaté podbarvení - 1. místo, stříbrné podbarvení - 2. místo, bronzové podbarvení - 3. místo, červené podbarvení - sestup, zelené podbarvení - postup, fialové podbarvení - reorganizace, změna skupiny či soutěže
| Německo (1949 – 1957) |                                |        |    |     |     |     |     |    |     |    |        |
| Sezóny                | Liga                           | Úroveň | Z  | V   | R   | P   | VG  | OG | +/− | B  | Pozice |
| 1949/50               | II. Division West – sk. 1      | 2      | 30 | ... | ... | ... | 74  | 56 | +18 | 35 | 6.     |
| 1950/51               | II. Division West – sk. 2      | 2      | 30 | ... | ... | ... | 53  | 56 | -3  | 31 | 7.     |
| 1951/52               | II. Division West – sk. 2      | 2      | 28 | ... | ... | ... | 49  | 87 | -38 | 13 | 15.    |
| 1952/53               | Landesliga Mittelrhein – sk. 1 | 3      | 34 | ... | ... | ... | 75  | 45 | +30 | 43 | 4.     |
| 1953/54               | Landesliga Mittelrhein – sk. 1 | 3      | 32 | ... | ... | ... | 103 | 33 | +70 | 54 | 1.     |
| 1954/55               | Landesliga Mittelrhein – sk. 1 | 3      | 30 | ... | ... | ... | 82  | 51 | +31 | 38 | 4.     |
| 1955/56               | Landesliga Mittelrhein – sk. 1 | 3      | 30 | ... | ... | ... | 96  | 48 | +48 | 45 | 2.     |
| 1956/57               | Verbandsliga Mittelrhein       | 3      | 28 | 17  | 3   | 8   | 87  | 55 | +32 | 37 | 3.     |